# Íþróttafélagið Magni Grenivík
Íþróttafélagið Magni Grenivík (dt.: Sportverein Magni Grenivik) ist ein isländischer Sportverein aus dem nordisländischen Grýtubakki.

## Geschichte
Íþróttafélagið Magni Grenivík gründete sich 1915 und spielte zunächst nur im unterklassigen regionalen Ligabereich. 1972 stieg die Mannschaft erstmals in die drittklassige 3. deild karla, 1979 in die 2. deild karla auf. Am Ende der Zweitliga-Spielzeit 1979 stieg der Neuling mit sieben Punkten Rückstand auf die davor platzierten punktgleichen Austri Eskifjörður und Mitabsteiger Reynir Sandgerði direkt wieder ab. In der Folge war der wieder nur im regionalen Meisterschaftsbereich antretende Klub ein nahezu konstanter Teilnehmer am Landespokal, wo die Mannschaft jedoch regelmäßig nach dem ersten Spiel die Segel streichen musste. Im Pokalwettbewerb 1988 erreichte sie nach Erfolgen über Hvöt Blönduós und UMS Eyjafjarðar erstmals die dritte Runde, wo sie sich erst in der Verlängerung dem seinerzeitigen Zweitligisten UMF Tindastóll geschlagen geben musste. Im Pokalwettbewerb 1995 wiederhole sie diesen Erfolg, nach Siegen über UMF Tindastóll und UMFS Dalvík im Elfmeterschießen kam dieses Mal gegen UMF Grindavík das Aus. Beim Drittrundenaus im Pokalbewerb 2002 mussten Efling Laugar und Völsungur Húsavík die Segel streichen, ehe sich FH Hafnarfjörður als zu hohe Hürde erwies, und 2006 hießen die Gegner Neisti Hofsós und Hvöt Blönduós vor dem Ausscheiden mit einer 0:7-Klatsche bei KA Akureyri.
Ab Mitte der 2010er Jahre erlebte Íþróttafélagið Magni Grenivík einen erneuten Aufschwung, der mit dem erstmaligen Erreichen des Achtelfinales im Pokalwettbewerb 2013 eingeläutet wurde. UMF Kormákur/Hvöt, KA Akureyri und UMF Þróttur Vogar wurden besiegt, ÍF Grótta beendete in der Runde der letzten 16 die Pokalträume. Im Pokalwettbewerb 2017 ging es erneut in die dritte Runde, zudem gewann der Klub seine Drittligastaffel. In der Spielzeit 2018 hielt die Mannschaft auf dem ersten Nichtabstiegsplatz vor ÍR Reykjavik und UMF Selfoss die Klasse und erreichte mit dem neunten Tabellenrang in der Spielzeit 2019 das bis dato beste Ergebnis der Vereinsgeschichte. In der wegen der COVID-19-Pandemie vorzeitig abgebrochenen Spielzeit 2020 wies die Mannschaft bei gleichem Quotient wie Þróttur Reykjavík die um ein Tor schlechtere Tordifferenz auf und stieg gemeinsam mit dem ebenfalls nach je drei Siegen und Unentschieden gleichauf liegenden Schlusslicht Leiknir Fáskrúðsfjörður in die Drittklassigkeit ab. Am Ende der Spielzeit 2022 stand mit zwei Punkten Rückstand auf den von Knattspyrnufélag Austfjarða belegten zehnten Tabellenplatz der Gang in die Viertklassigkeit.